# Area 12
 (mai 2018).
Area 12, stylisé Área 12, est un groupe de punk rock mélodique colombien, originaire de Bogotá. Le groupe est formé en 1998 comme projet scolaire et contribue à la scène punk rock dans sa ville natale. Il est considéré comme l'un des pionniers de la scène punk rock colombienne. Il reprend des éléments de punk rock, punk mélodique, latino punk et punk hardcore, et s'inspire de groupes comme NOFX et Bad Religion. Progressivement, le groupe lance son propre style lyrique. Il a partagé la scène avec des groupes comme Ska-P, Die Toten Hosen, MxPx, Voodoo Glow Skulls et Joey Cape de Lagwagon,,.

## Biographie
Le groupe est formé par Roberto Pérez et son frère Jose Pérez en 1998. Ils publient un premier EP, intitulé Live it My Way, en 1999. 
En 2000 et 2001, ils participent à deux compilations de punk rock colombiennes : Neo Travel Kit et Neobox Punk Compilation. Le groupe publie son premier album en 2002. Un Alto en el camino qui fera d'Area 12 l'un des groupes colombiens les plus importants. Avec une popularité underground, et quelque 5 000 exemplaires vendus, le groupe publie un deuxième album, No me vas un joder, en 2005. Pendant sa tournée dans le pays, Area 12 sort le morceau Aquí Estaré, qui sera joué à la radio, notamment sur Radioakctiva, Hard Rock Cafe Bogotá, et CityTV Bogotá. Après une tournée locale avec Radioacktiva et la sortie du morceau Rock and Gol, le groupe s'attèle à des concerts à l'international.
Le groupe célèbre ses dix ans de carrière musicale en 2008. Malgré la perte de l'un des membres fondateurs du groupe, Área 12 publie son troisième album Desaparecidos en 2009. L'album est masterisé à Los Ángeles, au Chili,[réf. nécessaire] et devient le tremplin du groupe, qui sera invité à jouer avec divers groupes internationaux. En 2012 sort l'EP El Fin de la ciudad, accompagné d'un clip sur les situations difficiles à Bogotá.

## Membres
- Roberto Pérez - chant, guitare solo
- Jose David Pérez - batterie
- Ivan Urrea - guitare rythmique
- Carlos Cortes - basse

## Discographie

### Albums studio
- 1999 : Live it My Way
- 2002 : Un Alto en el camino
- 2005 : No me vas un joder
- 2009 : Desaparecidos
- 2012 : El Fin de la ciudad

### Compilations
- 2000 : Neo Travel Kit
- 2001 : Neobox Punk Compilation
- 2003 : Tributo a la Polla Records
- 2007 : Louder Heart
- 2007 : Radioacktiva Lo Mejor del Planeta Rock

### Singles
- 2007 : Aquí Estaré
- 2009 : Yo no soy pirata
- 2012 : El Fin de la ciudad